# Jurij Brězan
Jurij Brězan (n. 9 iunie 1916, Räckelwitz, Saxonia, Germania – d. 12 martie 2006, Kamenz, Saxonia, Germania) a fost un scriitor german. Lucrările sale, în special romanele, operele narative și cărțile pentru copii, au fost scrise în două limbi, în germană și soraba de sus, punând astfel bazele bilingvismului literaturii sorabe moderne.
Este considerat cel mai important scriitor sorab al secolului al XX-lea și fondatorul literaturii socialiste sorabe. Lucrările sale au fost traduse în 25 de limbi.

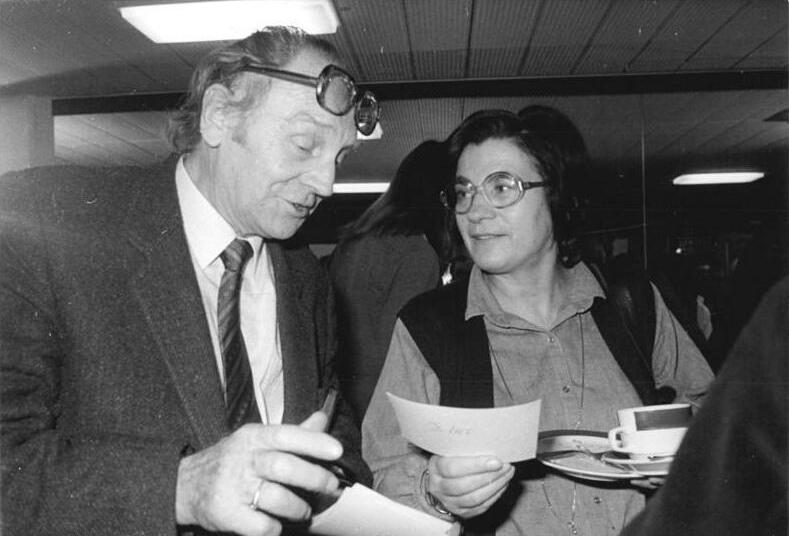
Jurij Brězan și în 1981

## Viața și munca
Brězan s-a născut în Räckelwitz, lângă Kamenz, ca fiul unui muncitor la carieră și fermier, Georg Brězan, și al gospodinei Maria Brězan. A avut trei surori mai mici, al căror apetit nesățios pentru povești noi l-a încurajat să-și exercite talentele narative încă de la o vârstă fragedă. A urmat școala în Bautzen și apoi a studiat economie politică. Cu toate acestea, a fost expulzat de la studii în 1936.
După 1933, a lucrat ilegal pentru Domowina, liga politică independentă a sorabilor, și a activat într-un grup de rezistență sorab. Domowina a fost interzisă de guvernul nazist în 1937, iar în 1937–1938, Brězan a emigrat la Praga. După întoarcerea sa, a fost arestat de Gestapo și ținut în închisoare în 1938–1939. Din 1942 până în 1944, a fost soldat al Wehrmachtului. La 13 februarie 1945, el a încercat să-și avertizeze prietenii germani din Dresda, prin telefon, despre bombardarea Dresedei. La sfârșitul războiului, a fost capturat de armata americană și a rămas în Bavaria până în 1946.
Între 1945 și 1948, a fost oficial de tineret al ligii Domowina în Bautzen. În 1946, s-a alăturat Partidului Unității Socialiste. După 1949, a lucrat ca scriitor independent. În 1946, a devenit membru al Centrului PEN pentru Germania de est și de vest, iar în 1965 a devenit membru al Akademie der Künste⁠(d) din Berlin. Între 1969 și 1989 a fost vicepreședinte al Uniunii Scriitorilor din Germania de Est. A locuit în apropierea locului natal până la moartea sa, în Kamenz.
A fost onorat frecvent în Germania de Est comunistă, primind Premiul Național al Germaniei de Est în 1951, 1964 și 1976; Premiul pentru literatură și artă al Domowina în 1973, Ordinul lui Karl Marx în 1974 și Ordinul Patriotic de Merit (Vaterländischer Verdienstorden⁠(d)) în 1981.
A decedat la 12 martie 2006, a fost îngropat în cimitirul din Crostwitz, alături de soția sa Ludmilla, care a murit în 1993, și fiul său Simon, care a murit în 1998.

## Lucrări
Multe dintre romanele și povestirile sale au elemente autobiografice. Cele mai cunoscute lucrări ale sale sunt  romanele care formează o trilogie despre Felix Hanusch: Der Gymnasiast (1959), Semester der verlorenen Zeit (1959) și Mannesjahre (1964).
Alte lucrări folosesc elemente din bogatul folclor din Silezia Luzaciană, cum ar fi legenda lui Krabat.
- 52 Wochen sind ein Jahr (roman, 1953)
- Christa (povestire, 1957)
- Der Gymnasiast (roman, 1958)
- Borbas und die Rute Gottes (povestire, 1959)
- Semester der verlorenen Zeit (roman, 1960)
- Mannesjahre (roman, 1964)
- Der Elefant und die Pilze (carte pentru copii, 1964)
- Die Reise nach Krakau (1966)
- Die Abenteuer des Kater Mikosch (carte pentru copii, 1967)
- Die Schwarze Mühle (povestire, 1968)
- Krabat oder Die Verwandlung der Welt (roman, 1976)
- Der Brautschmuck (povestiri, 1979)
- Bild des Vaters (roman, 1983)
- Dalmat hat Ferien (carte pentru copii, 1985)
- Wie das Lachen auf die Welt kam (povestiri, 1986)
- Einsichten und Ansichten (1986)
- Geschichten vom Wasser (povestiri, 1988)
- Mein Stück Zeit (raport autobiografic, 1989)
- Bruder Baum und Schwester Lärche (1991)
- Das wunderschöne blaue Pferd (1991)
- Krabat oder Die Bewahrung der Welt (roman, 1993)
- Rifko – aus dem Tagebuch eines Dackels (carte pentru copii, 1994)
- Die Leute von Salow (roman, 1997)
- Ohne Pass und Zoll (raport autobiografic, 1999)
- Die grüne Eidechse (roman, 2001)
- Hunds Tagebuch (povestire, 2001)